# Штепа Микола Іванович
Штепа Микола Іванович (1920 – 2014) — відомий український фізик-теоретик, кандидат фізико-математичних наук. Більше 40 років працював в Чернігівському державному педагогічному інституті ім. Т. Г. Шевченка, з яких більше 10 років був деканом фізичного факультету. 

## Життєпис
В 1963 році обраний за конкурсом на посаду доцента кафедри фізики  ЧДПІ, а в 1965 році очолив створену шляхом відокремлення кафедру фізики в ЧДПІ.
В 1969 році фізико-математичний факультет ЧДПІ був розділений на два факультети – математичний (в.о. декана – В.С. Кролевець)  та фізичний (в.о. декана –  М.І. Штепа). 
В 1982 році після звільнення В.М. Костарчкука з посади ректора, відбулась повторна реорганізація факультетів, і М.І. Штепу також було звільнено з займаної посади. 